# Zelotes listeri
Zelotes listeri este o specie de păianjeni din genul Zelotes, familia Gnaphosidae. A fost descrisă pentru prima dată de Jean Victor Audouin în anul 1826.
Este endemică în Egipt. Conform Catalogue of Life specia Zelotes listeri nu are subspecii cunoscute.